# Военный крест (Норвегия)
Военный крест с мечом (норв. Krigskorset med sverd) — высшая норвежская награда за храбрость. 
Присуждается за выдающуюся храбрость или выдающееся командование во время боевых действий. В случае повторного награждения на ленту крепятся дополнительные мечи (первоначально повторные награждения отмечались креплением к ленте бронзовой звёздочки). За время существования Военного креста повторно им было награждено десять человек и один человек награждён трижды. Единственным получателем Военного креста с тремя мечами (более правильно «Военный крест с мечом и двумя мечами») является участник норвежского движения Сопротивления Гуннар Сёнстебю. Крестом могут быть награждены как норвежцы, так и иностранцы.

## История
Крест учреждён 23 мая 1941 года находившимся в Лондоне в изгнании королём Хоконом VII.
Первоначально крест мог вручаться также без меча на ленте, в награду за особые заслуги в военное время без участия в боевых действиях. С 18 мая 1945 года Военный крест может быть присвоен только военнослужащим за действия в боевых условиях, поэтому все последующие награждения производятся с «мечами». Наградой за выдающиеся достижения вне боевых действий стал служить учреждённый в тот же день крест Свободы короля Хокона VII.
Военным крестом отмечались заслуги в период войны с 1940 по 1945 год и награждения были прекращены в 1949 году.
26 июня 1996 года условия награждения были изменены: с этого времени вручение награды стало возможным за подвиги, совершённые после 1945 года. В 2011 году Военным крестом были награждены трое норвежских военнослужащих (из них один посмертно) за храбрость и выдающееся командование во время проведения международной операции в Афганистане в 2009 году. Ещё два норвежских офицера удостоились Военного креста за заслуги в Афганистане в 2013 году и один в 2014. Также в 2014 году за заслуги двадцатилетней давности в период войны в Боснии и Герцеговине был награждён ещё один офицер.

## Награждённые

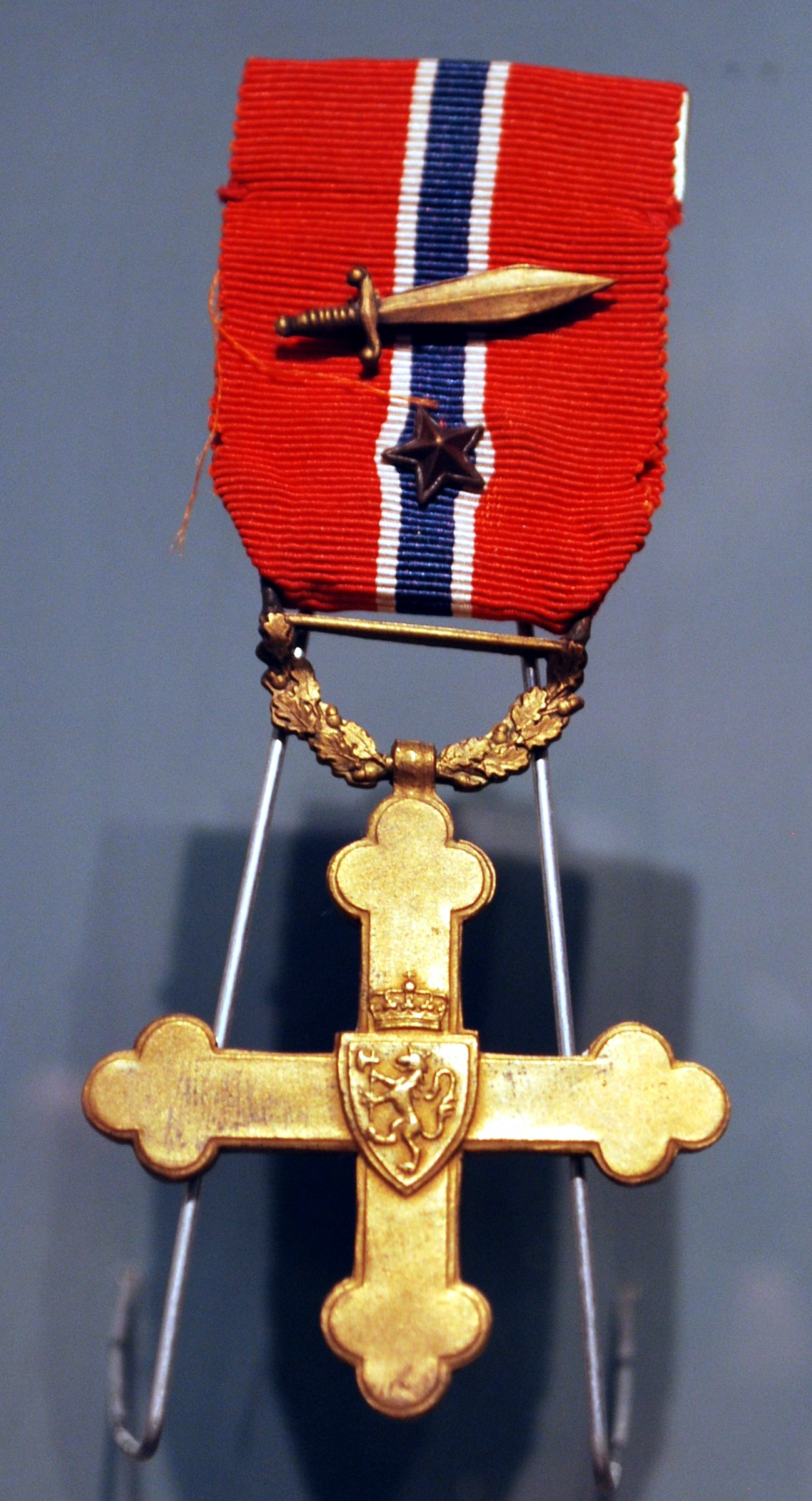
Военный крест с мечом и звездой, ранний вариант обозначения повторного награждения. Награда Лейфа Ларсена.

Среди норвежцев, награждённых Военным крестом:
- Король Хокон VII;
- Наследный принц Улаф;
- Гуннар Сёнстебю (Военный крест с тремя мечами) — участник норвежского движения Сопротивления;
- Макс Манус (Военный крест с двумя мечами) — участник норвежского движения Сопротивления;
- Турстейн Робю — участник норвежского движения Сопротивления, путешественник, участник экспедиции на плоту «Кон-Тики»;
- Кнут Хёугланн (Военный крест с двумя мечами) — участник норвежского движения Сопротивления, путешественник, участник экспедиции на плоту «Кон-Тики».

С момента учреждения Военным крестом были также награждены 126 иностранцев и 7 воинских частей. В основном награждения были произведены за заслуги во время обороны Норвегии в 1940 году.
Количество награждённых по странам:
- 155 — Норвегия (из них 1 в 2009, 3 в 2011, 2 в 2013 и 2 в 2014 годах);
- 66 — Франция (в основном члены Иностранного Легиона и Альпийских стрелков, в том числе Дмитрий Амилахвари);
- 42 — Великобритания (в том числе король Георг VI и его супруга королева Елизавета);
- 13 — Польша (в том числе Владислав Сикорский);
- 2 — США;
- 1 — Дания (при этом служащий в королевских ВВС Норвегии);
- 1 — Греция (король Георг II);
- 1 — Канада;
- 7 воинских частей французской армии. На церемонии в королевском дворце в Осло, состоявшейся  7 июня 1946 года, к знамёнам этих частей, сражавшихся в битве при Нарвике, был прикреплён Военный крест с мечом.

## Описание
- Знак представляет собой бронзовый без эмали «клеверный» крест размером 43 на 43 мм. На аверсе в центре креста под королевской короной щит с гербом Норвегии — норвежским коронованным львом с секирой в передних лапах. Реверс плоский.
- Лента красная, в центре синяя полоса с тонкими белыми полосками по краям.
- Крест носится на левой стороне груди и размещается перед другими наградами.
- На некоторых видах одежды возможно ношение миниатюры награды.

## См.также
- Награды Норвегии